# L'assassinat d'un corredor d'apostes xinès
L'assassinat d'un corredor d'apostes xinès (títol original: The Killing of a Chinese Bookie) és una pel·lícula estatunidenca dirigida per John Cassavetes, estrenada el 1976 i doblada al català.

## Argument
Cosmo Vitelli és director d'un cabaret de segona als afores de Los Angeles. Strip tease i números s'hi encadenen cada vespre sota la seva mirada atenta i benèvola. Els diners són escassos, i per deutes de joc deu 23.000$ a la màfia que garanteix signant-los una hipoteca sobre el seu club. Amb dificultats per pagar, els gàngsters li proposen complir amb el seu deute matant un corredor d'apostes xinès rival. Refusant al principi aquest acord, es veu finalment forçat a acceptar-ho sota pena de sofrir ell represàlies físiques.
Vitelli s'infiltra a casa del seu blanc, aconsegueix abatre'l, i malgrat una ferida de bala, aconsegueix escapar als homes del bookie. Els comanditaris de l'homicidi, que segons totes les seves previsions no esperaven que s'escapés, decideixen llavors abatre'l per eliminar tota prova de la seva implicació. Vitelli aconsegueix desbaratar la seva maquinació i abat un dels assassins. De tornada al seu club, i malgrat la seva ferida que sembla agreujar-se, té l'energia per aixecar la moral de les seves coristes i del presentador de la revista.

## Repartiment
- Ben Gazzara: Cosmo Vitelli
- Timothy Carey: Flo (gàngster)
- Seymour Cassel: Mort Weil (gàngster)
- Robert Phillips: Phil (gàngster)
- Morgan Woodward: John (el cap dels gàngsters)
- John Kullers: Eddie-Red
- Al Ruban :Marty Reitz (gàngster)
- Azizi Johari: Rachel
- Virginia Carrington: Betty, la mare
- Meade Roberts: Mister Sophistication